# معركة ميليتوبول
معركة ميليتوبول هي معركة عسكرية بين القوات المسلحة الأوكرانية والروسية بالقرب من ميليتوبول في جنوب أوكرانيا كجزء من الغزو الروسي لأوكرانيا 2022. وهي جزء من هجوم خيرسون.

## مسار المعركة
في الساعة 10:30 صباحًا (ت ع م+02:00) في 25 فبراير 2022، دخلت القوات الروسية ميليتوبول. وبحسب الحاكم المحلي أولكسندر ستاروخ، أصابت القذائف مبان سكنية ووقع قتال شوارع مكثف. حوالي الساعة 10 إلى 11 صباحًا، وقعت هجمة مدرعة نتج عنها اندلاع حريق وتدمير مركبات وسيارات. وبحسب مصادر غير رسمية، تعرض المجلس المحلي للمدينة للقصف وأظهرت لقطة كاميرا، دبابات في الشارع الرئيسي بالمدينة. أصابت قذائف مستشفى في المدينة، مما أسفر عن مقتل 4 أشخاص وإصابة 10 أخرين.
استسلمت المدينة في وقت لاحق في 25 فبراير، مع احتلال القوات الروسية للمدينة بالكامل. استمرت بعض المعارك على نطاق صغير في ميليتوبول حتى المساء. ادعت روسيا في 26 فبراير أنها استولت على المدينة  لكن وزير القوات المسلحة البريطانية جيمس هيبي صرح أن المدينة لا تزال تبدو تحت السيطرة الأوكرانية.
علقت القوات الروسية أعلامها على بعض المباني الإدارية  وأطلقت النار على أحد المدنيين بعد معركة بالأسلحة النارية مع قوات الدفاع المحلية.